# Upplands Väsby
Upplands Väsby – miasto w Upplandzie w Szwecji, administracyjnie w regionie Sztokholm, położone 30 km na północny zachód od Sztokholmu, stolica gminy o tej samej nazwie; ośrodek przemysłowy.

## Sport
- Väsby IK Hockey – klub hokeja na lodzie

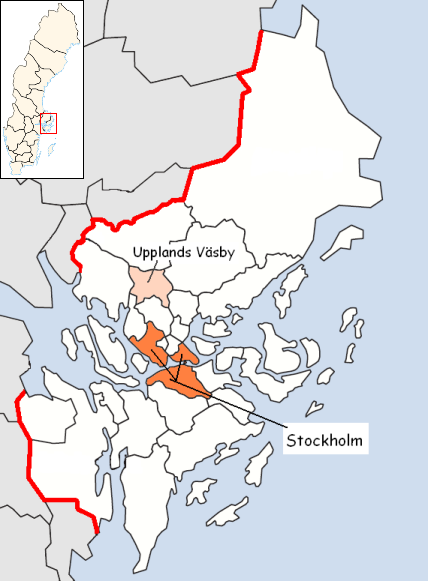
Położenie gminy Upplands Väsby w regionie Sztokholm